# Artematopodidae
Artematopodidae – rodzina chrząszczy z podrzędu wielożernych, serii (infrarzędu) Elateriformia i nadrodziny Elateroidea. Liczy 66 gatunków współczesnych i 6 wymarłych.

## Taksonomia
Takson ten został wprowadzony w 1857 roku przez Jean Théodore'a Lacordaire.

## Opis
Z wyglądu przypominają owłosione sprężykowate. Charakteryzują się obecnością parzystych żeberek na przedpiersiu, zrośniętymi widocznymi sternitami odwłoka (wentrytami) oraz zazębionymi, językopodobnymi, wyrostkami na wewnętrznej stronie wierzchołka pokryw.

## Systematyka
Rodzina ta dzieli się na 3 podrodziny, z których jedna na 3 plemiona:
- Electribiinae Crowson, 1975
- Allopogoniinae Crowson, 1973
- Artematopodinae Lacordaire, 1857
  - Artematopodini Lacordaire, 1857
  - Ctesibiini Crowson, 1973
  - Macropogonini LeConte, 1861